# Madrid, Área 51
Madrid, Área 51 es el séptimo álbum en vivo del músico español Enrique Bunbury, se trata del concierto grabado en su gira Palosanto el día 29 de junio de 2014 en el Palacio de los Deportes de Madrid.
Se publicó el día 25 de noviembre y fue lanzado en formato de doble CD + doble DVD en calidad de cine digital 4k widescreen, cuenta con la participación de Iván Ferreiro y Quique González. También incluye un documental inédito llamado "Expediente Palosanto".

## Lista de canciones[3]
Todas las canciones escritas y compuestas por Enrique Bunbury, excepto donde se indica. 
| CD 1    |                                       |                                                                |          |  |
| N.º     | Título                                | Escritor(es)                                                   | Duración |  |
| 1.      | «Despierta»                           |                                                                | 4:59     |  |
| 2.      | «El club de los imposibles»           |                                                                | 5:18     |  |
| 3.      | «Los inmortales»                      |                                                                | 4:44     |  |
| 4.      | «Contracorriente»                     | Alan Boguslavsky Enrique Bunbury                               | 3:48     |  |
| 5.      | «Hijo de cortés»                      |                                                                | 3:28     |  |
| 6.      | «Ódiame»                              | Federico Barreto Rafael Otero López                            | 3:06     |  |
| 7.      | «Más alto que nosotros sólo el cielo» |                                                                | 4:19     |  |
| 8.      | «Porque las cosas cambian»            |                                                                | 4:22     |  |
| 9.      | «Destrucción masiva»                  |                                                                | 3:15     |  |
| 10.     | «El extranjero»                       | Bunbury Copi Corellano                                         | 4:05     |  |
| 11.     | «Deshacer el mundo»                   | Boguslavsky Bunbury Joaquín Cardiel Juan Valdivia Pedro Andreu | 5:31     |  |
| 12.     | «El rescate»                          |                                                                | 4:25     |  |
| 13.     | «Los habitantes»                      |                                                                | 5:46     |  |
| 14.     | «Salvavidas»                          |                                                                | 6:03     |  |
| 1:03:09 |                                       |                                                                |          |  |

| CD 2  |                                                  |                                |          |  |
| N.º   | Título                                           | Escritor(es)                   | Duración |  |
| 1.    | «El hombre delgado que no flaqueará jamás»       |                                | 5:40     |  |
| 2.    | «Hay muy poca gente»                             |                                | 5:00     |  |
| 3.    | «Frente a frente»                                | Manuel Alejandro Ana Magdalena | 3:59     |  |
| 4.    | «Que tengas suertecita»                          |                                | 3:57     |  |
| 5.    | «De todo el mundo»                               |                                | 5:02     |  |
| 6.    | «Sí»                                             | Adrià Puntí                    | 3:47     |  |
| 7.    | «Lady Blue»                                      |                                | 4:59     |  |
| 8.    | «El cambio y la celebración» (con Iván Ferreiro) |                                | 4:55     |  |
| 9.    | «Infinito»                                       |                                | 5:16     |  |
| 10.   | «Bujías para el dolor» (con Quique González)     |                                | 7:08     |  |
| 11.   | «Sácame de aquí»                                 |                                | 4:58     |  |
| 12.   | «El viento a favor»                              |                                | 5:11     |  |
| 59:52 |                                                  |                                |          |  |

| Exclusivas de la edición DVD |                              |                      |          |  |
| N.º                          | Título                       | Escritor(es)         | Duración |  |
| 1.                           | «Jazz suitte #2; VI Waltz 2» | Dmitri Shostakóvich  |          |  |
| 2.                           | «Moonlight Sonata»           | Ludwig van Beethoven |          |  |
| 3.                           | «Presentación banda»         |                      |          |  |